# برانية (طعام)
البرانية (أو البرّانية) (بالعربية: البرانية) طبق سوفليه باللحم يعود أصله إلى الجزائر. يعتمد هذا الطبق على اللحم المطهو جيدًا، يُسكب فوقه خليط من الخبز المنقوع والممزوج بالبيض والجبن، ثم يُخبز في الفرن لمدة عشر دقائق تقريبًا. بعد إخراجه، تُضاف إليه الصلصة البيضاء.
تجدر الإشارة إلى أنه لا يجب الخلط بين هذا الطبق وطبق "الباذنجان المدربل"، الذي يُعرف أيضًا باسم البرانية في بعض المناطق الغربية من الجزائر.
وفي بعض مناطق البلاد، توضع طبقة من الباذنجان المقلي والمصفى في القاعدة، تليها طبقة من اللحم ثم فتات الخبز.

## التحضير
يتم طهي اللحم المقطع إلى قطع (أو تفتيته لاحقًا) في صلصة بيضاء مع البصل المبشور. يُحضّر خليط متجانس من فتات الخبز المنقوع مسبقًا مع جزء من صلصة اللحم، البيض، الجبن، والخل. في طبق مقاوم للحرارة، يُرش القليل من الصلصة مع الاحتفاظ بالباقي، ثم يُضاف اللحم ويُغطى بالخليط المحضر. بعد 15 دقيقة، يُقدّم الطبق مع الصلصة المتبقية.